# Leyla Belyalova
Leyla Enverovna Belyalova (* 1957, Usbekische SSR) ist eine usbekische Wissenschaftlerin und Ökologin. Aufgrund ihrer Arbeit zur Förderung und zum Schutz der Ökosysteme in Usbekistan wurde sie von der BBC zu einer der 100 Women des Jahres 2018 gewählt.

## Karriere
In ihrer Kindheit träumte sie davon, Ärztin zu werden. Begeistert von Biologie, lernte sie bei Abdullah Kiyamovich Sagitov.
Derzeit arbeitet Belyalova als Dozentin am Lehrstuhl für Ökologie und Lebenssicherheit der geologisch-ökologischen Fakultät der Staatlichen Universität Samarkand. Sie ist eine leitende Wissenschaftlerin im Zeravshan State Nature Reserve und koordiniert mehrere internationale Projekte zur Erhaltung der ornithologischen Biodiversität des westlichen Tian-Shan-Gebirges. Sie nimmt an internationalen Programmen wie World Environment Day, Sprig aliva und World Migratory Day teil.
Belyalovas bemerkenswerte Feldarbeiten umfassen die Untersuchung, Überwachung und den Schutz des Stausees Kattaqoʻrgʻon und der Serafschankette. Sie ist auch bekannt für ihre Förderung der Bedeutung des Amanqutan-Passes im westlichen Teil des Pamir-Alai-Gebirges als wichtiges Gebiet für die usbekische Flora und Fauna.
Durch ihre Arbeit mit der Uzbekistan Society for the Protection of Birds (UzSPB) spielte Belyalova eine wichtige Rolle bei der Identifizierung von Gebieten in Usbekistan, die als Important Bird and Biodiversity Areas (IBA) und Key Biodiversity Areas (KBA) anerkannt werden sollten und staatliche praktische und finanzielle Unterstützung für ihre offizielle Anerkennung erhalten sollten.
Belyalova ist auch Mitglied des Exekutivkomitees der UzSPB, die ihre Rolle bei „dem ersten Versuch einer Umwelt-Wohltätigkeitsorganisation in unserer Region, ein Naturgebiet von internationaler Bedeutung langfristig zu erhalten“ betont.

## Auszeichnungen
Im Jahr 2018 belegte Belyalova den dritten Platz im jährlichen Wettbewerb „Frau des Jahres Usbekistans“. Im selben Jahr wurde sie als eine der 100 Women der BBC ausgezeichnet für ihr "Bestreben, Vögel und Bergökosysteme in Usbekistan zu schützen".
Im Jahr 2017 erhielt sie die internationale Auszeichnung Nature Hero von der internationalen Naturschutzorganisation BirdLife International.